# Quiet enjoyment
Das Right of Quiet Enjoyment ist ein Rechtsbegriff aus dem Deliktsrecht des Common Law. Er bezeichnet das Recht auf ungestörte Ausübung des Besitzes an einer Sache.
Ein Quiet-Enjoyment-Agreement ist ein Ausdruck auf dem Gebiet der Schiffsfinanzierung. Es bezieht sich darauf, dass sich die finanzierende Bank gegenüber dem Charterer verpflichtet, den Einsatz des Schiffes nicht zu beeinträchtigen, solange der Charterer seine Pflichten erfüllt. Neben der Rechtsbeziehung Reeder und Bank wird eine Rechtsbeziehung Charterer und Bank vereinbart.